# Edgar Kennedy
Edgar Livingston Kennedy (* 26. April 1890 in Monterey County, Kalifornien; † 9. November 1948 in Los Angeles, Kalifornien) war ein US-amerikanischer Filmschauspieler und Filmregisseur.

## Leben
Der 1,85 Meter große Kennedy trat in rund 450 Filmen auf, die meisten davon Filmkomödien. Er gilt als Erfinder und Meister des sogenannten Slow Burn, wurde deshalb bisweilen als „Old Slow Burn“ tituliert. Seine Spezialität war die filmische Darstellung nur mühsam gezügelter, kochender Wut. So mimte er in vielen Filmen einen Durchschnittsmann, der von vielerlei Heimsuchungen geplagt wird, sich aber auch bei absurdesten Pannen noch in der Gewalt hat. The Average Man war schließlich eine Tonfilmserie mit Edgar Kennedy betitelt.
Oft spielte er einen Polizisten, dessen Gesicht anzeigt, wie sehr es in ihm brodelt, angesichts des ihm dargebotenen, sich dann in stummer Verzweiflung die Mütze zurückschiebt, seinen kahlen Schädel kratzt oder mit der Hand über sein Gesicht fährt. Seine ersten Filmrollen hatte er ab 1911 in von Mack Sennett inszenierten Komödien, in denen er meist die Polizeiuniform trug, was ihm die Bezeichnung „Keystone Cop“ (benannt nach der Filmfirma Sennetts) einbrachte. Er spielte hier an der Seite von Komikern wie Charlie Chaplin, Fatty Arbuckle und Ben Turpin. Zuvor hatte Kennedy sich mit Gelegenheitsarbeiten durchgeschlagen, unter anderem war er als Preisboxer, Kulissenschieber und Varieté-Darsteller aufgetreten.
Für die Filmproduktionsfirma Educational, zu der er überwechselte, war Kennedy auch als Regisseur tätig. Diese Tätigkeit nahm er schließlich auch für den Filmproduzenten Hal Roach wahr. Zudem wirkte er auch als Drehbuchautor und „Gagman“ bzw. Gag-Erfinder. Vor allem aber trat er für Roach in einer eigens für ihn geschaffenen Filmserie auf und agierte an der Seite von Roachs Vertragspartnern Laurel und Hardy. 1928 war er erstmals in einer Laurel-und-Hardy-Komödie aufgetreten, Leave ’em Laughing (Lass sie lachen), wo er, wie in vier weiteren Filmen, in seiner Paraderolle als Polizist wirkte. In insgesamt zehn Filmen wurde Kennedy zu einem ebenso kongenialen wie unvergesslichen Partner des legendären Komikerduos, neben Finlayson, Gilbert, Hall und Sandford.
Unvergesslich wurde auch Kennedys Darstellung des Limonadenverkäufers in der Marx-Brothers-Komödie Die Marx Brothers im Krieg aus dem Jahr 1933.
Edgar Kennedy starb an Kehlkopfkrebs, er wurde auf dem Holy Cross Cemetery in Culver City, Kalifornien, begraben.

## Filmografie (Auswahl)
Als Schauspieler
- 1913: Twixt Love and Fire
- 1914: Tillies gestörte Romanze (Tillie's Punctured Romance)
- 1915: A Submarine Pirate
- 1920: The Huntsman
- 1923: Liftboy Nr. 13 (Bell Boy 13)
- 1925: Seine Söhne (His People)
- 1925: Das verschwundene Brillantencollier (Paths to Paradise)
- 1926: Der Deserteur (Across the Pacific)
- 1927: Der Chinesenpapagei (The Chinese Parrot)
- 1927: Von Braut zu Braut (Wedding Bills)
- 1928: Das unfertige Fertighaus (The Finishing Touch)
- 1928: Nur mit Lachgas (Leave 'Em Laughing)
- 1928: Dick und Doof spielen Golf (Should Married Men Go Home?)
- 1929: Eine Landpartie (Perfect Day)
- 1929: Die brennende Nachbarin (Unaccustomed As We Are)
- 1929: Schnorrer (Bacon Grabbers)
- 1929: Unschuldig hinter Gittern (The Hoose-Gow)
- 1929: Kuschel-Liebe (Angora Love)
- 1929: Harold, der Drachentöter (Welcome Danger)
- 1930: Gib mir den Hammer (Night Owls)
- 1931: Helden der Unterwelt (Bad Company)
- 1933: Die Marx Brothers im Krieg (Duck Soup)
- 1934: Napoleon vom Broadway (Twentieth Century)
- 1935: Der Polizeibericht meldet … (Woman Wanted)
- 1935: Living on Velvet
- 1936: Kleinstadtmädel (Small Town Girl)
- 1936: Der Rächer (Robin Hood of El Dorado)
- 1936: San Francisco
- 1937: Ein Stern geht auf (A Star Is Born)
- 1937: Ein Mordsschwindel (True Confession)
- 1939: Drunter und drüber (It’s a Wonderful World)
- 1941: Blondie in Society
- 1943: Hitler’s Madman
- 1943: Schrecken aller Spione (Air Raid Wardens)
- 1944: Es geschah morgen (It Happened Tomorrow)
- 1945: Urlaub in Hollywood (Anchors Aweigh)
- 1947: Verrückter Mittwoch (The Sin of Harold Diddlebock)
- 1947: Michael schafft Ordnung (Heaven Only Knows)
- 1948: Die Ungetreue (Unfaithfully Yours)
- 1949: Mein Traum bist Du (My Dream Is Yours)

Als Regisseur
- 1928: Laurel und Hardy: Der beleidigte Bläser
- 1928: Von der Suppe zum Dessert (From Soup to Nuts)